# Pietertje
Pietertje is een reclamespot uit 2010, van het pindakaasmerk Calvé. In de reclamespot speelt zwemmer Pieter van den Hoogenband de hoofdrol. Hij is hier te zien als klein jochie dat op voetbal zit, maar helemaal niet kan voetballen. Op het einde van de commercial is te zien hoe Pieter zijn voetbalpakje uitdoet en in het water springt. De reclame won in 2010 de Gouden Loeki voor de beste reclamespot uit 2010. Deze reclame is gefilmd bij voetbalclub AGSV in Aartswoud. In 2018 kwam er een nieuwe versie van de reclamespot met voetbalster Lieke Martens in de hoofdrol. In 2022 werd een variant gelanceerd met rolstoeltennisster Esther Vergeer.